# Rhopalonema funerarium
Rhopalonema funerarium is een hydroïdpoliep uit de familie Rhopalonematidae. De poliep komt uit het geslacht Rhopalonema. Rhopalonema funerarium werd in 1902 voor het eerst wetenschappelijk beschreven door Vanhöffen. 